# Балихин, Владимир Васильевич
Владимир Васильевич Балихин (1899—1953) — советский актёр, педагог и режиссёр.

## Биография
Родился 8 августа 1899 года.
С 1918 по 1922 годы учился в студии Евгения Вахтангова. Затем, до конца своей жизни — 1953 года, работал в Театре имени Евгения Вахтангова. Некоторое время был членом правления театра. В 1929—1953 годах параллельно преподавал в Щукинском училище.
Преимущественно работал в театре, также снимался в кино, в качестве режиссёра принимал участие в постановке спектаклей: «Гибель эскадры» А. Корнейчука в Современном театре и «Свидание» К. Финна в Студии Рубена Симонова.
Умер в 1953 году. Похоронен на Новодевичьем кладбище (2 участок, 14 ряд).

## Творчество

### Фильмография
- 1936 год — «Бесприданница» − Карандышев Юлий Капитонович
- 1938 год — «Болотные солдаты» − Вилли
- 1944 год — «Родные поля» − Григорий Букин

## Награды
- Медаль «За трудовую доблесть» (16 декабря 1946)[3].